# Prix World Rugby
Les prix World Rugby sont remis annuellement depuis 2001 par la fédération internationale World Rugby (anciennement IRB - International Rugby Board), récompensant ainsi le meilleur joueur et la meilleure joueuse du monde de l'année, ou encore le meilleur entraîneur. L'International Rugby Players Association (IRPA) distribue également deux prix récompensant l'essai de l'année et un prix spécial du mérite.

## Palmarès détaillé

### 2001
- Joueur de l'année : Keith Wood  Irlande
- Équipe de l'année :  Australie
- Entraîneur de l'année : Rod Macqueen  Australie
- Jeune joueur de l'année : Gavin Henson  Pays de Galles
- Joueuse de l'année : Shelley Rae  Angleterre
- Récompense arbitrale pour service distingué : Ed Morrison  Angleterre
- Prix de l'état d'esprit rugby : Tim Grandadge  Inde (Inde)
- Prix pour service distingué : Tom Kiernan  Irlande
- Prix du développement : Jorge Brasceras  Uruguay
- Prix du Président : 
  - Kath McLean  Nouvelle-Zélande
  - Sir Terry McLean  Nouvelle-Zélande
  - Albert Ferrasse  France
  - John Eales  Australie

### 2002
- Joueur de l'année : Fabien Galthié  France
- Équipe de l'année :  France
- Entraîneur de l'année : Bernard Laporte  France
- Joueur de moins de 19 ans de l'année : Luke McAlister  Nouvelle-Zélande
- Joueur de moins de 21 ans de l'année : Pat Barnard  Afrique du Sud
- Équipe de rugby à sept de l'année :  Nouvelle-Zélande
- Joueuse de l'année : Monique Hirovanaa  Nouvelle-Zélande
- Récompense arbitrale pour service distingué : Colin Hawke  Nouvelle-Zélande
- Prix pour service distingué : Allan Hosie  Écosse
- Prix de l'état d'esprit rugby : Old Christians Rugby Club  Uruguay
- Prix du développement : John Broadfoot  Angleterre
- Prix du Président : 
  - Bill McLaren  Écosse
  - George Pippos (posthume)  Australie

### 2003
- Joueur de l'année : Jonny Wilkinson  Angleterre
- Équipe de l'année :  Angleterre
- Entraîneur international de l'année : Clive Woodward  Angleterre
- Joueur de moins de 19 ans de l'année : Jean-Baptiste Peyras-Loustalet  France
- Joueur de moins de 21 ans de l'année : Ben Atiga  Nouvelle-Zélande
- Équipe de rugby à sept de l'année :  Nouvelle-Zélande
- Prix de l'état d'esprit rugby : Michael & Linda Collinson  Eswatini
- Prix pour service distingué : Bob Stuart  Australie
- Récompense arbitrale pour service distingué : Derek Bevan  Pays de Galles
- Personnalité féminine de l'année : Kathy Flores  États-Unis
- Prix du développement : Tan Theany et Philippe Monnin
- Prix du Président : Vernon Pugh  Pays de Galles

### 2004
- Joueur international de l'année : Schalk Burger  Afrique du Sud
- Équipe internationale de l'année :  Afrique du Sud
- Entraîneur international de l'année : Jake White  Afrique du Sud
- Joueur international de moins de 19 ans de l'année : Jeremy Thrush  Nouvelle-Zélande
- Joueur international de moins de 21 ans de l'année : Jerome Kaino  Nouvelle-Zélande
- Équipe internationale de rugby à sept de l'année :  Nouvelle-Zélande
- Joueur international de rugby à sept de l'année : Simon Amor  Angleterre
- Prix de l'état d'esprit rugby : Jarrod Cunningham  Nouvelle-Zélande
- Prix Vernon Pugh pour service distingué : Ronnie Dawson  Irlande
- Récompense arbitrale pour service distingué : Jim Fleming  Écosse
- Personnalité féminine internationale de l'année : Donna Kennedy  Écosse
- Prix du développement : Guedel Ndiaye  Sénégal
- Prix du Président : Marcel Martin  France

### 2005
- Meilleur joueur du monde : Daniel Carter  Nouvelle-Zélande
- Équipe internationale de l'année :  Nouvelle-Zélande
- Entraîneur international de l'année : Graham Henry  Nouvelle-Zélande
- Joueur moins 19 ans de l'année : Isaia Toeava  Nouvelle-Zélande
- Joueur moins 21 ans de l'année : Tatafu Polota-Nau  Australie
- Équipe internationale de rugby à sept de l'année :  Fidji
- Joueur international de rugby à sept de l'année : Orene Ai’i  Nouvelle-Zélande
- Prix de l'état d'esprit rugby : Jean-Pierre Rives  France
- Prix Vernon Pugh pour service distingué : Peter Crittle  Australie
- Récompense arbitrale pour service distingué : Paddy O'Brien  Nouvelle-Zélande
- Personnalité féminine de l'année : Farah Palmer  Nouvelle-Zélande
- Prix du développement : Robert Antonin  France
- Prix du Président : Tasker Watkins  Pays de Galles

### 2006
- Meilleur joueur du monde : Richie McCaw  Nouvelle-Zélande
- Équipe internationale de l'année :  Nouvelle-Zélande
- Entraîneur international de l'année : Graham Henry  Nouvelle-Zélande
- Joueur moins 19ans de l'année : Josh Holmes  Australie
- Joueur moins 21ans de l'année : Lionel Beauxis  France
- Équipe internationale de rugby à sept de l'année :  Fidji
- Joueur international de rugby à sept de l'année : Uale Mai  Samoa
- Prix de l'état d'esprit rugby : Polly Miller
- Prix Vernon Pugh pour service distingué : Brian Lochore  Nouvelle-Zélande
- Récompense arbitrale pour service distingué : Peter Marshall  Australie
- Personnalité féminine de l'année : Margaret Alphonsi  Angleterre
- Prix du développement : Mike Luke  Canada
- Hall of Fame - nouveaux entrants : William Webb Ellis et Rugby School  Angleterre

### 2007
- Meilleur joueur du monde : Bryan Habana  Afrique du Sud
- Équipe internationale de l'année :  Afrique du Sud
- Entraîneur international de l'année : Jake White  Afrique du Sud
- Joueur moins 19 ans de l'année : Robert Fruean  Nouvelle-Zélande
- Joueur international de rugby à 7 de l'année : Afeleke Pelenise  Nouvelle-Zélande
- Équipe de rugby à 7 de l'année :  Nouvelle-Zélande
- Personnalité féminine de l'année : Sarah Corrigan  Australie
- Récompense arbitrale pour service distingué : Dick Byres  Australie
- Prix Vernon Pugh pour service distingué : José María Epalza  Espagne
- Prix de l'état d'esprit rugby : Nicolas Pueta  Argentine
- Essai de l'année IRPA : Takudzwa Ngwenya,  États-Unis
- Prix spécial du mérite IRPA : Fabien Pelous  France
- Prix du développement : Jacob Thompson  Jamaïque
- Hall of Fame - nouveaux entrants :
  - Pierre de Coubertin  France
  - Wilson Whineray  Nouvelle-Zélande
  - Danie Craven  Afrique du Sud
  - Gareth Edwards  Pays de Galles
  - John Eales  Australie

### 2008
- Meilleur joueur du monde : Shane Williams  Pays de Galles
- Équipe internationale de l'année :  Nouvelle-Zélande
- Entraîneur international de l'année : Graham Henry  Nouvelle-Zélande
- Joueur junior de l'année : Luke Braid  Nouvelle-Zélande
- Joueur international de rugby à 7 de l'année : DJ Forbes  Nouvelle-Zélande
- Prix de l'état d'esprit rugby : Roelien Muller and Patrick Cotter
- Récompense arbitrale pour service distingué : Andre Watson  Afrique du Sud
- Prix Vernon Pugh pour service distingué : Sir Nicholas Shehadie  Australie
- Personnalité féminine de l'année : Carol Isherwood  Angleterre
- Prix spécial du mérite IRPA : Agustín Pichot  Argentine
- Prix du développement : TAG Rugby Development Trust and Martin Hansford  Afrique du Sud
- Essai de l'année IRPA : Brian O'Driscoll  Irlande

### 2009
- Meilleur joueur du monde : Richie McCaw  Nouvelle-Zélande
- Équipe internationale de l'année :  Afrique du Sud
- Entraîneur international de l'année : Declan Kidney  Irlande
- Joueur Junior de l'année : Aaron Cruden  Nouvelle-Zélande
- Joueur international de rugby à 7 de l'année : Ollie Phillips  Angleterre
- Prix de l'état d'esprit rugby : L'Aquila Rugby  Italie
- Récompense arbitrale pour service distingué : non attribué
- Prix Vernon Pugh pour service distingué : Noël Murphy  Irlande
- Personnalité féminine de l'année : Debby Hodgkinson  Australie
- Prix spécial du mérite IRPA : Kevin Mac Clancy
- Prix du développement : non attribué
- Essai de l'année IRPA : Jaque Fourie  Afrique du Sud

### 2010
- Meilleur joueur du monde : Richie McCaw  Nouvelle-Zélande
- Équipe internationale de l'année :  Nouvelle-Zélande
- Entraîneur international de l'année : Graham Henry  Nouvelle-Zélande
- Joueur Junior de l'année : Julian Savea  Nouvelle-Zélande
- Joueur international de rugby à sept de l'année : Mikaele Pesamino  Samoa
- Prix Vernon Pugh pour service distingué : Jean-Claude Baqué  France
- Prix de l'état d'esprit rugby : Virreyes RC  Argentine
- Personnalité féminine de l'année : Carla Hohepa  Nouvelle-Zélande
- Prix du développement : Brian O’Shea  Irlande
- Récompense arbitrale pour service distingué : Colin High[1]  Angleterre

### 2011
- Meilleur joueur du monde : Thierry Dusautoir  France
- Équipe internationale de l'année :  Nouvelle-Zélande
- Entraîneur international de l'année : Graham Henry  Nouvelle-Zélande
- Joueur Junior de l'année : George Ford  Angleterre
- Joueur international de rugby à sept de l'année : Cecil Afrika  Afrique du Sud
- Prix Vernon Pugh pour service distingué : Jock Hobbs  Nouvelle-Zélande
- Prix de l'état d'esprit rugby : Wooden Spoon
- Personnalité féminine de l'année : Ruth Mitchell
- Prix du développement : Rookie Rugby
- Récompense arbitrale pour service distingué : Keith Lawrence  Nouvelle-Zélande
- Prix spécial du mérite IRPA : George Smith  Australie
- Essai de l'année IRPA : Radike Samo  Australie

### 2012
- Meilleur joueur du monde : Dan Carter  Nouvelle-Zélande
- Équipe internationale de l'année :  Nouvelle-Zélande
- Entraîneur international de l'année : Steve Hansen  Nouvelle-Zélande
- Joueur Junior de l'année : Jan Serfontein  Afrique du Sud
- Joueur international de rugby à sept de l'année : Tomasi Cama Junior  Nouvelle-Zélande
- Prix Vernon Pugh pour service distingué : Viorel Morariu
- Prix de l'état d'esprit rugby : Lindsay Hilton
- Personnalité féminine de l'année : Michaela Staniford  Angleterre
- Prix du développement :  Afrique du Sud
- Récompense arbitrale pour service distingué : Paul Dobson  Afrique du Sud
- Essai de l'année IRPA : Bryan Habana ( Afrique du Sud contre  Nouvelle-Zélande)

### 2013
- Meilleur joueur du monde : Kieran Read  Nouvelle-Zélande
- Équipe internationale de l'année :  Nouvelle-Zélande
- Entraîneur international de l'année : Steve Hansen  Nouvelle-Zélande
- Joueur Junior de l'année : Sam Davies  Pays de Galles
- Joueur international de rugby à sept de l'année : Tim Mikkelson  Nouvelle-Zélande
- Joueuse internationale de rugby à sept de l'année : Kayla McAlister  Nouvelle-Zélande
- Prix Vernon Pugh pour service distingué : Ian McIntosh  Afrique du Sud
- Prix de l'état d'esprit rugby : Yoshiharu Yamaguchi  Japon
- Prix du développement : Ange Guimera  Brésil et Robin Timmins  Australie
- Récompense arbitrale pour service distingué : Michel Lamoulie  France
- Essai de l'année IRPA : Beauden Barrett  Nouvelle-Zélande

### 2014
- Meilleur joueur du monde : Brodie Retallick  Nouvelle-Zélande
- Meilleure joueuse du monde : Magali Harvey  Canada
- Équipe internationale de l'année :  Nouvelle-Zélande
- Entraîneur international de l'année : Steve Hansen  Nouvelle-Zélande
- Joueur Junior de l'année : Handré Pollard  Afrique du Sud
- Joueur international de rugby à sept de l'année : Samisoni Viriviri  Fidji[2]
- Joueuse internationale de rugby à sept de l'année : Emilee Cherry  Australie
- Prix Vernon Pugh pour service distingué :
- Prix de l'état d'esprit rugby :
- Prix du développement :
- Récompense arbitrale pour service distingué : Bob Francis  Nouvelle-Zélande
- Essai de l'année IRPA : François Hougaard  Afrique du Sud

### 2015
Récompenses remises à Londres en Angleterre le 1er novembre 2015 :
- Meilleur joueur du monde : Dan Carter  Nouvelle-Zélande
- Équipe internationale de l'année :  Nouvelle-Zélande
- Entraîneur international de l'année : Michael Cheika  Australie
- Révélation de l'année : Nehe Milner-Skudder  Nouvelle-Zélande
- Meilleure joueuse de l'année : Kendra Cocksedge  Nouvelle-Zélande
- Joueur international de rugby à sept de l'année : Werner Kok  Afrique du Sud
- Joueuse féminine internationale de rugby à sept de l'année : Portia Woodman  Nouvelle-Zélande
- Prix Vernon Pugh pour service distingué : Nigel Starmer-Smith
- Prix de l'état d'esprit rugby : Fédération pakistanaise
- Récompense arbitrale pour service distingué : Nigel Owens  Pays de Galles
- Essai de l'année IRPA : Julian Savea  Nouvelle-Zélande

### 2016
Récompenses remises à Londres le 13 novembre 2016 :
- Meilleur joueur du monde : Beauden Barrett  Nouvelle-Zélande
- Équipe internationale de l'année :  Nouvelle-Zélande
- Entraîneur international de l'année : Steve Hansen  Nouvelle-Zélande
- Révélation de l'année : Maro Itoje  Angleterre
- Meilleure joueuse de l'année : Sarah Hunter  Angleterre
- Joueur international de rugby à sept de l'année : Seabelo Senatla  Afrique du Sud
- Joueuse féminine internationale de rugby à sept de l'année : Charlotte Caslick  Australie
- Arbitre World Rugby : Alhambra Nievas  Espagne et Rasta Rasivhenge  Afrique du Sud
- Prix de la personnalité : Rugby Opens Borders, Austrian Rugby Union
- Prix Vernon Pugh pour service distingué : Syd Millar
- Prix de l'état d'esprit rugby : Fédération pakistanaise
- RPA Special Merit Award :  Jean de Villiers,  Afrique du Sud
- Essai de l'année IRPA : Jamie Heaslip  Irlande lors du match contre l'Italie au cours du Tournoi des Six Nations
- Prix spécial : Équipe d'Australie féminine de rugby à sept, Équipe des Fidji de rugby à sept masculin

### 2017
Récompenses remises à Monte-Carlo à Monaco le 27 novembre 2017, :
- Joueur World Rugby de l'année : Beauden Barrett ( Nouvelle-Zélande)
- Joueuse World Rugby de l'année :  Portia Woodman ( Nouvelle-Zélande)
- Equipe World Rugby de l'année :  Nouvelle-Zélande L'équipe féminine de Nouvelle-Zélande
- Entraîneur World Rugby de l'année : Eddie Jones ( Angleterre)
- Révélation World Rugby de l'année : Rieko Ioane ( Nouvelle-Zélande)
- Joueur de rugby à 7 World Rugby de l'année  : Perry Baker ( États-Unis)
- Joueuse de rugby à 7 World Rugby de l'année : Michaela Blyde ( Nouvelle-Zélande)
- Arbitre World Rugby de l'année : Joy Neville ( Irlande)
- Prix de la personnalité : Eduardo Oderigo ( Argentine)
- Prix Vernon Pugh pour services rendus : Marcel Martin ( France)
- Essai IRPA de l'année : Joaquín Tuculet ( Argentine v  Angleterre)
- Prix spécial IRPA : Richie McCaw ( Nouvelle-Zélande) et Rachael Burford ( Angleterre)

### 2018
Récompenses remises à Monte-Carlo le 25 novembre 2018 :
- Joueur World Rugby de l'année : Jonathan Sexton  Irlande
- Joueuse World Rugby de l'année :  Jessy Trémoulière ( France)[8]
- Équipe World Rugby de l'année :  Irlande
- Entraîneur World Rugby de l'année : Joe Schmidt  Irlande
- Révélation World Rugby de l'année : Aphiwe Dyantyi ( Afrique du Sud)
- Joueur de rugby à 7 World Rugby de l'année : Perry Baker ( États-Unis)
- Joueuse de rugby à 7 World Rugby de l'année : Michaela Blyde ( Nouvelle-Zélande)
- Arbitre World Rugby de l'année : Angus Gardner ( Australie)
- Prix de la personnalité : Doddie Weir ( Écosse)
- Prix Vernon Pugh pour services rendus : Yoshirō Mori ( Japon)
- Essai IRPA de l'Année : Brodie Retallick ( Nouvelle-Zélande v  Australie)
- Prix spécial IRPA : Stephen Moore ( Australie) et DJ Forbes ( Nouvelle-Zélande)

### 2019
Récompenses remises à Tokyo au Japon le 3 novembre 2019 :
- Joueur World Rugby de l'année : Pieter-Steph du Toit ( Afrique du Sud)
- Joueuse World Rugby de l'année : Emily Scarratt ( Angleterre)
- Équipe World Rugby de l'année :   Afrique du Sud
- Entraîneur World Rugby de l'année : Johan (Rassie) Erasmus ( Afrique du Sud)
- Révélation World Rugby de l'année : Romain Ntamack ( France)
- Joueur de rugby à 7 World Rugby de l'année : Jerry Tuwai ( Fidji)
- Joueuse de rugby à 7 World Rugby de l'année : Ruby Tui ( Nouvelle-Zélande)
- Arbitre World Rugby de l'année : Wayne Barnes ( Angleterre)
- Prix de la personnalité : Ville de Kamaishi ( Japon)
- Prix Vernon Pugh pour services rendus : Bernard Lapasset ( France)
- Essai IRPA de l'année : TJ Perenara ( Nouvelle-Zélande v.  Namibie)
- Prix spécial IRPA : Jaime Heaslip ( Irlande)

### Édition spéciale 2020
L'année sportive tronquée par la crise sanitaire mondiale de la COVID 19, des récompenses spéciales « décennie » sont remises virtuellement sur les plateformes numériques de World Rugby :
- Joueur de rugby à XV de la décennie : Richie McCaw ( Nouvelle-Zélande)
- Joueuse de rugby à XV de la décennie : Jessy Trémoulière ( France)
- Joueur de rugby à sept de la décennie : Jerry Tuwai ( Fidji)
- Joueuse de rugby à sept de la décennie : Portia Woodman ( Nouvelle-Zélande)
- Essai masculin de la décennie : Jamie Heaslip ( Irlande)
- Essai féminin de la décennie : Portia Woodman ( Nouvelle-Zélande)
- XV féminin de la décennie :

| - 1 Rochelle Clark ( Angleterre) - 2 Fiao'o Fa'amausili ( Nouvelle-Zélande) - 3 Sophie Hemming ( Angleterre) - 4 Eloise Blackwell ( Nouvelle-Zélande) - 5 Tamara Taylor ( Angleterre) - 6 Linda Itunu ( Nouvelle-Zélande) - 7 Margaret Alphonsi ( Angleterre) - 8 Safi N'Diaye ( France) | - 9 Kendra Cocksedge ( Nouvelle-Zélande) - 10 Katy Daley-Mclean ( Angleterre) - 11 Portia Woodman ( Nouvelle-Zélande) - 12 Kelly Brazier ( Nouvelle-Zélande) - 13 Emily Scarratt ( Angleterre) - 14 Lydia Thompson ( Angleterre) - 15 Danielle Waterman ( Angleterre) |

- XV masculin de la décennie :

| - 1 Tendai Mtawarira ( Afrique du Sud) - 2 Bismarck du Plessis ( Afrique du Sud) - 3 Owen Franks ( Nouvelle-Zélande) - 4 Brodie Retallick ( Nouvelle-Zélande) - 5 Sam Whitelock ( Nouvelle-Zélande) - 6 David Pocock ( Australie) - 7 Richie McCaw ( Nouvelle-Zélande) - 8 Sergio Parisse ( Italie) | - 9 Conor Murray ( Irlande) - 10 Dan Carter ( Nouvelle-Zélande) - 11 Bryan Habana ( Afrique du Sud) - 12 Ma'a Nonu ( Nouvelle-Zélande) - 13 Brian O'Driscoll ( Irlande) - 14 George North ( Pays de Galles) - 15 Ben Smith ( Nouvelle-Zélande) |

### 2021
Récompenses remises virtuellement à cause de la crise sanitaire mondiale de la COVID 19 sur les plateformes numériques de World Rugby le 10 décembre 2021 :
- Joueur World Rugby de l'année : Antoine Dupont ( France)
- Joueuse World Rugby de l'année : Zoe Aldcroft ( Angleterre)
- Joueur de rugby à 7 World Rugby de l'année : Marcos Moneta ( Argentine)
- Joueuse de rugby à 7 World Rugby de l'année : Anne-Cécile Ciofani ( France)
- Essai masculin de l'année : Damian Penaud ( France)
- Essai féminin de l'année : Émilie Boulard ( France)
- Entraîneur World Rugby de l'année : Simon Middleton (en) ( Angleterre)
- Révélation World Rugby de l'année : Will Jordan ( Nouvelle-Zélande)
- Arbitre World Rugby : Andrew Cole ( Australie)
- Prix Vernon Pugh pour services rendus : Jacques Laurans (d) ( France)

### 2022
Récompenses remises à Monte-Carlo le 20 novembre :
- Joueur World Rugby de l'année : Josh van der Flier ( Irlande)
- Joueuse World Rugby de l'année : Ruahei Demant ( Nouvelle-Zélande)
- Joueur de rugby à 7 World Rugby de l'année : Terry Kennedy (en) ( Irlande)
- Joueuse de rugby à 7 World Rugby de l'année : Charlotte Caslick ( Australie)
- Essai masculin de l'année : Rodrigo Fernández ( Chili)
- Essai féminin de l'année : Abby Dow ( Angleterre)
- Entraîneur World Rugby de l'année : Wayne Smith ( Nouvelle-Zélande)
- Révélation masculine World Rugby de l'année : Ange Capuozzo ( Italie)
- Révélation féminine World Rugby de l'année : Ruby Tui ( Nouvelle-Zélande)
- Arbitre World Rugby : Tappe Henning ( Australie)
- Prix Vernon Pugh pour services rendus : Docteur Farah Palmer ( Nouvelle-Zélande)
- Prix spécial IRPA : Bryan Habana ( Afrique du Sud)
- XV féminin de l'année :

| - 1 Hope Rogers ( États-Unis) - 2 Emily Tuttosi ( Canada) - 3 Sarah Bern ( Angleterre) - 4 Abbie Ward ( Angleterre) - 5 Madoussou Fall ( France) - 6 Alex Matthews ( Angleterre) - 7 Marlie Packer ( Angleterre) - 8 Sophie de Goede ( Canada) | - 9 Laure Sansus ( France) - 10 Ruahei Demant ( Nouvelle-Zélande) - 11 Ruby Tui ( Nouvelle-Zélande) - 12 Theresa Fitzpatrick ( Nouvelle-Zélande) - 13 Emily Scarratt ( Angleterre) - 14 Portia Woodman ( Nouvelle-Zélande) - 15 Abby Dow ( Angleterre) |

- XV masculin de l'année :

| - 1 Ellis Genge ( Angleterre) - 2 Malcolm Marx ( Afrique du Sud) - 3 Tadhg Furlong ( Irlande) - 4 Tadhg Beirne ( Irlande) - 5 Sam Whitelock ( Nouvelle-Zélande) - 6 Pablo Matera ( Argentine) - 7 Josh van der Flier ( Irlande) - 8 Grégory Alldritt ( France) | - 9 Antoine Dupont ( France) - 10 Jonathan Sexton ( Irlande) - 11 Marika Koroibete ( Australie) - 12 Damian de Allende ( Afrique du Sud) - 13 Lukhanyo Am ( Afrique du Sud) - 14 Will Jordan ( Nouvelle-Zélande) - 15 Freddie Steward ( Angleterre) |

### 2023
Récompenses remises à Paris en France le 29 octobre,, :
- Joueur World Rugby de l'année : Ardie Savea ( Nouvelle-Zélande)
- Joueuse World Rugby de l'année : Marlie Packer ( Angleterre)
- Joueur de rugby à 7 World Rugby de l'année : Rodrigo Isgró ( Argentine)
- Joueuse de rugby à 7 World Rugby de l'année : Tyla Nathan-Wong ( Nouvelle-Zélande)
- Essai masculin de l'année : Duhan van der Merwe ( Écosse)
- Essai féminin de l'année : Sofia Stefan ( Italie)
- Entraîneur World Rugby de l'année : Andy Farrell ( Irlande)
- Révélation masculine World Rugby de l'année : Mark Telea ( Nouvelle-Zélande)
- Révélation féminine World Rugby de l'année : Katelyn Vahaakolo ( Nouvelle-Zélande)
- Arbitre World Rugby : David McHugh ( Irlande)
- Prix Vernon Pugh pour services rendus : George Nijaradze ( Géorgie)
- Prix spécial IRPA : John Smit ( Afrique du Sud)
- XV féminin de l'année :

| - 1 Krystal Murray ( Nouvelle-Zélande) - 2 Lark Davies ( Angleterre) - 3 Sarah Bern ( Angleterre) - 4 Zoe Aldcroft ( Angleterre) - 5 Maiakawanakaulani Roos ( Nouvelle-Zélande) - 6 Alex Matthews ( Angleterre) - 7 Marlie Packer ( Angleterre) - 8 Liana Mikaele-Tu'u ( Nouvelle-Zélande) | - 9 Pauline Bourdon ( France) - 10 Ruahei Demant ( Nouvelle-Zélande) - 11 Abby Dow ( Angleterre) - 12 Gabrielle Vernier ( France) - 13 Amy du Plessis ( Nouvelle-Zélande) - 14 Ruby Tui ( Nouvelle-Zélande) - 15 Ellie Kildunne ( Angleterre) |

- XV masculin de l'année :

| - 1 Cyril Baille ( France) - 2 Dan Sheehan ( Irlande) - 3 Tadhg Furlong ( Irlande) - 4 Eben Etzebeth ( Afrique du Sud) - 5 Scott Barrett ( Nouvelle-Zélande) - 6 Caelan Doris ( Irlande) - 7 Charles Ollivon ( France) - 8 Ardie Savea ( Nouvelle-Zélande) | - 9 Antoine Dupont ( France) - 10 Richie Mo'unga ( Nouvelle-Zélande) - 11 Will Jordan ( Nouvelle-Zélande) - 12 Bundee Aki ( Irlande) - 13 Garry Ringrose ( Irlande) - 14 Damian Penaud ( France) - 15 Thomas Ramos ( France) |

### 2024
Récompenses remises à Monte-Carlo le 24 novembre :
- Joueur World Rugby de l'année : Pieter-Steph du Toit ( Afrique du Sud)
- Joueuse World Rugby de l'année : Ellie Kildunne ( Angleterre)
- Joueur de rugby à 7 World Rugby de l'année : Antoine Dupont ( France)
- Joueuse de rugby à 7 World Rugby de l'année : Maddison Levi ( Australie)
- Essai masculin de l'année : Nolann Le Garrec ( France)
- Essai féminin de l'année : Marine Ménager ( France)
- Entraîneur World Rugby de l'année : Jérôme Daret ( France)
- Révélation masculine World Rugby de l'année : Wallace Sititi ( Nouvelle-Zélande)
- Révélation féminine World Rugby de l'année : Erin King ( Irlande)
- Prix spécial IRPA : Vickii Cornborough ( Angleterre)
- XV féminin de l'année :

| - 1 Hope Rogers ( États-Unis) - 2 Georgia Ponsonby ( Nouvelle-Zélande) - 3 Maud Muir ( Angleterre) - 4 Zoe Aldcroft ( Angleterre) - 5 Laetitia Royer ( Canada) - 6 Aoife Wafer ( Irlande) - 7 Sophie de Goede ( Canada) - 8 Alex Matthews ( Angleterre) | - 9 Pauline Bourdon Sansus ( France) - 10 Holly Aitchison ( Nouvelle-Zélande) - 11 Katelyn Vahaakolo ( Nouvelle-Zélande) - 12 Alexandra Tessier ( Canada) - 13 Sylvia Brunt ( Nouvelle-Zélande) - 14 Abby Dow ( Angleterre) - 15 Ellie Kildunne ( Angleterre) |

- XV masculin de l'année :

| - 1 Ox Nche ( Afrique du Sud) - 2 Malcolm Marx ( Afrique du Sud) - 3 Tyrel Lomax ( Nouvelle-Zélande) - 4 Eben Etzebeth ( Afrique du Sud) - 5 Tadhg Beirne ( Irlande) - 6 Pablo Matera ( Argentine) - 7 Pieter-Steph du Toit ( Afrique du Sud) - 8 Caelan Doris ( Irlande) | - 9 Jamison Gibson-Park ( Irlande) - 10 Damian McKenzie ( Nouvelle-Zélande) - 11 James Lowe ( Irlande) - 12 Damian de Allende ( Afrique du Sud) - 13 Jesse Kriel ( Afrique du Sud) - 14 Cheslin Kolbe ( Afrique du Sud) - 15 Will Jordan ( Nouvelle-Zélande) |

- Sept féminin de l'année :

| - Olivia Apps ( Canada) - Michaela Blyde ( Nouvelle-Zélande) - Kristi Kirshe ( États-Unis) - Maddison Levi ( Australie) | - Ilona Maher ( États-Unis) - Jorja Miller ( Nouvelle-Zélande) - Séraphine Okemba ( France) |

- Sept masculin de l'année :

| - Selvyn Davids ( Afrique du Sud) - Antoine Dupont ( France) - Aaron Grandidier-Nkanang ( France) - Terry Kennedy ( Irlande) | - Nathan Lawson ( Australie) - Ponipate Loganimasi ( Fidji) - Matías Osadczuk ( Argentine) |